# Epiphora aequitorialis
Epiphora aequitorialis är en fjärilsart som beskrevs av Testout. 1936. Epiphora aequitorialis ingår i släktet Epiphora och familjen påfågelsspinnare. Inga underarter finns listade i Catalogue of Life.